# Mahencyrtus pulcherrimus
Mahencyrtus pulcherrimus är en stekelart som först beskrevs av Hoffer 1969.  Mahencyrtus pulcherrimus ingår i släktet Mahencyrtus och familjen sköldlussteklar. Inga underarter finns listade i Catalogue of Life.